# بیت مریم

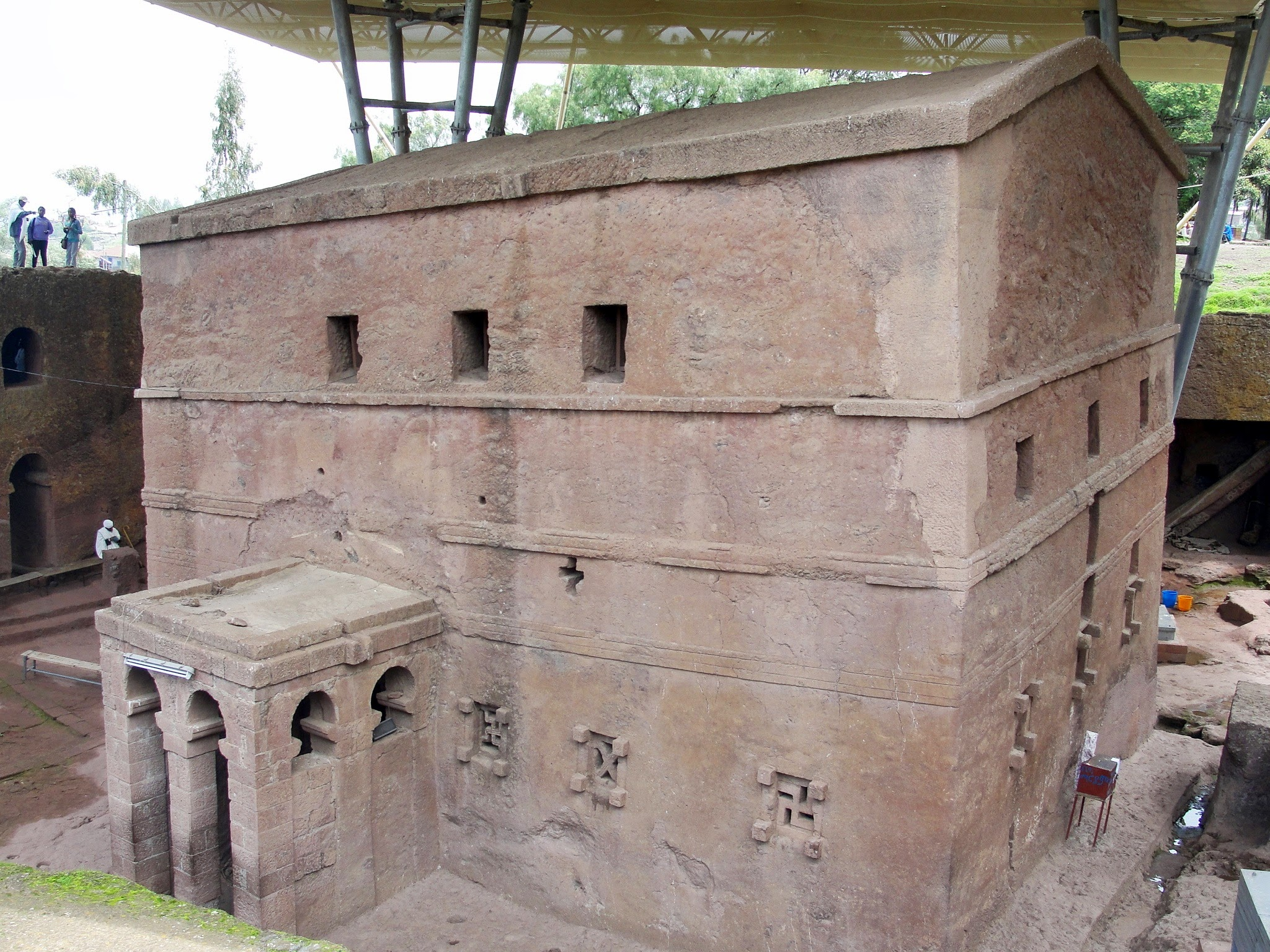
کلیسای سنگی بِیتِه ماریام در لالی‌بلا، اتیوپی

بیت مریم (انگلیسی: Biete Maryam) یکی از کلیساهای تک‌سنگی کنده‌شده در صخره کلیساهای کنده‌شده در صخره لالی‌بلا متعلق به کلیسای ارتدکس توحیدی اتیوپی است. این کلیسا بخشی از مجموعه فهرست میراث جهانی یونسکو در لالی‌بلا می‌باشد.

مانند دیگر کلیساهای لالی‌بلا، تاریخ دقیق ساخت آن مشخص نیست، اما این کلیسا بین قرن ۷ میلادی (در دوره امپراتوری حبشه) و قرن ۱۳ میلادی (در دوره سلسله سلیمانیان و امپراتوری اتیوپی) ساخته شده است.

## ساخت و ساز
ساخت کلیساهای لالی‌بلا، از جمله بِیتِه ماریام، به‌طور سنتی به دوران حکومت سلسله زاگوه و پادشاه گبریمسکل لالی‌بلا (حکومت حدود ۱۱۸۱–۱۲۲۱ میلادی) نسبت داده می‌شود. تحلیل‌های باستان‌شناسی نشان می‌دهد که بقایای استحکامات دفاعی به حدود قرن ۸ میلادی بازمی‌گردد، در حالی که کلیساهای تک‌سنگی کنده‌شده در صخره در دو مرحله ساخته شده‌اند: 
- مرحله اول از قرن ۱۱ تا اوایل قرن ۱۲ میلادی
- مرحله دوم از اواخر قرن ۱۲ تا اوایل قرن ۱۳ میلادی.[۳]